# Wereldkampioenschappen baanwielrennen 1975
De wereldkampioenschappen baanwielrennen 1975 werden gehouden van 20 tot en met 25 augustus in de Belgische stad Rocourt, op de wielerbaan Stade Vélodrome de Rocourt die een lengte kent van 454,54 meter. In totaal vonden er elf onderdelen plaats; twee bij de vrouwen en negen bij de mannen. Bij de mannen waren zes onderdelen voor de amateurs en de andere drie voor profs toegankelijk. Gastland België won twee bronzen medailles. Nederland won vier medailles en was daarmee winnaar van het medailleklassement.

## Uitslagen

### Mannen
| Onderdeel     | Goud                                                | Zilver                              | Brons                              |
| ------------- | --------------------------------------------------- | ----------------------------------- | ---------------------------------- |
| Achtervolging | Roy Schuiten                                        | Knut Knudsen                        | Dirk Baert                         |
| Sprint        | John-Michael Nicholson                              | Peter Pedersen                      | Ryoji Abe                          |
| Stayeren      | Bondsrepubliek Duitsland Dieter Kemper Dieter Durst | Nederland Cees Stam Joop Stakenburg | Nederland Jean Breur Bruno Walrave |

### Amateurs
| Onderdeel            | Goud                                                                           | Zilver                                                                      | Brons                                                                                              |
| -------------------- | ------------------------------------------------------------------------------ | --------------------------------------------------------------------------- | -------------------------------------------------------------------------------------------------- |
| Achtervolging        | Thomas Huschke                                                                 | Vladimir Ossokin                                                            | Orfeo Pizzoferrato                                                                                 |
| Ploegenachtervolging | Bondsrepubliek Duitsland Gregor Braun Hans Lutz Günter Schumacher Peter Vonhof | Sovjet-Unie Vladimir Ossokin Aleksandr Perov Vitali Petrakov Viktor Sokolov | Duitse Democratische Republiek Norbert Dürpisch Thomas Huschke Klaus-Jürgen Grünke Uwe Unterwalder |
| Sprint               | Daniel Morelon                                                                 | Giorgio Rossi                                                               | Emanuel Raasch                                                                                     |
| Stayeren             | Gaby Minneboo Bruno Walrave                                                    | Miguel Espinos Albons                                                       | Jean Pinsello Marechal                                                                             |
| Tandem               | Polen Benedykt Kocot Janusz Kolinski                                           | Tsjecho-Slowakije Vladimír Vačkář Miroslav Vymazal                          | Sovjet-Unie Anatolij Jabloenovskij Sergej Komelkov                                                 |
| Tijdrit              | Klaus-Jürgen Grünke                                                            | Eduard Rapp                                                                 | Janusz Kierzkowski                                                                                 |

### Vrouwen
| Onderdeel     | Goud                   | Zilver          | Brons         |
| ------------- | ---------------------- | --------------- | ------------- |
| Achtervolging | Keetie van Oosten-Hage | Mary Jane Reoch | Denise Burton |
| Sprint        | Sue Novara             | Iva Zajíčková   | Sheila Young  |

## Medaillespiegel
| Plaats | Land                           | Goud | Zilver | Brons | Totaal |
| 1      | Nederland                      | 3    | 1      | 0     | 4      |
| 2      | Duitse Democratische Republiek | 2    | 0      | 2     | 4      |
| 3      | Bondsrepubliek Duitsland       | 2    | 0      | 0     | 2      |
| 4      | Verenigde Staten               | 1    | 1      | 1     | 3      |
| 5      | Frankrijk                      | 1    | 0      | 1     | 2      |
| 6      | Australië                      | 1    | 0      | 0     | 1      |
| 7      | Sovjet-Unie                    | 0    | 3      | 1     | 4      |
| 8      | Tsjecho-Slowakije              | 0    | 2      | 0     | 2      |
| 9      | Italië                         | 0    | 1      | 1     | 2      |
| 10     | Spanje                         | 0    | 1      | 0     | 1      |
| 10     | Denemarken                     | 0    | 1      | 0     | 1      |
| 10     | Noorwegen                      | 0    | 1      | 0     | 1      |
| 13     | België                         | 0    | 0      | 2     | 2      |
| 14     | Verenigd Koninkrijk            | 0    | 0      | 1     | 1      |
| 14     | Japan                          | 0    | 0      | 1     | 1      |
| 14     | Polen                          | 0    | 0      | 1     | 1      |